# Reggae Gold 2005
Reggae Gold 2005 – trzynasty album z serii składanek Reggae Gold, wydawanej przez nowojorską wytwórnię VP Records.
Płyta ukazała się 21 czerwca 2005 roku, wraz z bonusowym CD zawierającym remixy wszystkich utworów, autorstwa DJ-a Collina "The Captain" Hinesa. Produkcją całości zajęli się Chris Chin oraz Joel Chin.
9 lipca 2005 roku album osiągnął 1. miejsce w cotygodniowym zestawieniu najlepszych albumów reggae magazynu Billboard i utrzymywał się na szczycie jeszcze przez 3 kolejne tygodnie (ogółem był notowany na liście przez 48 tygodni).

## Lista utworów
1. Assassin - "Step Pon Dem"
2. Beenie Man - "King Of The Dancehall"
3. Sean Paul - "Straight Up!"
4. Nina Sky & Cham - "Turnin' Me On" (remix)
5. Capleton - "Or Wah"
6. Assassin - "As A Man"
7. Buju Banton - "Ride This"
8. Jah Cure - "Longing For"
9. Bitty McLean - "Walk Away From Love"
10. Beres Hammond - "Love Mood"
11. Kiprich - "Telephone Ting"
12. I Wayne - "Lava Ground"
13. Fantan Mojah - "Hail To The King"
14. Gentleman - "Superior"
15. Sasha & Fat Man Scoop - "Coca Cola Shape" (remix)
16. Elephant Man, Daddy Yankee & Pitbull - "Rah Rah" (remix)
17. Sizzla - "I'm With The Girls"
18. Mr. Lexx - "Booty Clap"